# Вілла Ангарано

Вілла Ангарано (італ. Villa Angarano) — вілла, створена архітектором Андреа Палладіо близько 1548 року і добудована лише у 17 столітті.

## Передісторія
Ангарано належав до прихильників архітектурного таланту Андреа Палладіо, а той у свою чергу був вдячним аристократу за підтримку. Відомо, що частку видання " Чотири книги про архітектуру " Андреа Палладіо присвятив саме Ангарано.
Сучасна споруда вілли розташована у селищі Бассано-дель-Граппа. Відслідкувати увесь процес створення вілли неможливо. За припущеннями, проект розкішної заміської споруди був створений архітектором наприкінці 1540-х років. Були вибудовані лише бічні крила, коли будівництво припинили.

## Історія і опис споруди

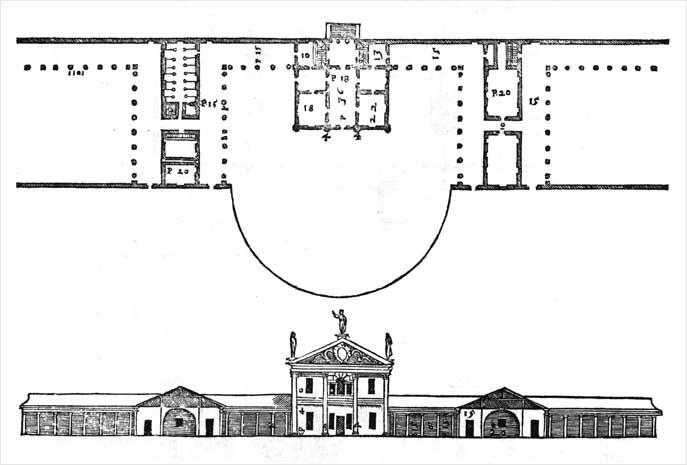
Проект у виданні «Чотири книги про архітектуру»

Первісний задум архітектора знайдений у виданні «Чотири книги про архітектуру». В композиції головує центральний корпус, досить скромно декорований трикутним фронтоном і трьома декоративними скульптурами. До центрального корпуса прибудовані бічні крила у вигляді літери «П», де планували розмістити господарські приміщення, стайню, комори, птахівник тощо. Торці бічних фасадів мали просту, брутальну архітектуру, збережену на реальному фасаді бічного корпуса ліворуч. Куди багатший декор має торець бічного корпуса праворуч.
За припущеннями, у володаря закінчилися прибутки і на цьому етапі будівництво вілли припинили майже на 100 років.
Будівництво продовжили у XVII столітті за проектом архітектора Бальдассаре Лонґени, що вибудував палацовий копрпус у стилістиці венецанського бароко, що не дуже дотримувалась стилістики Андреа Палладіо.

## Галерея фото

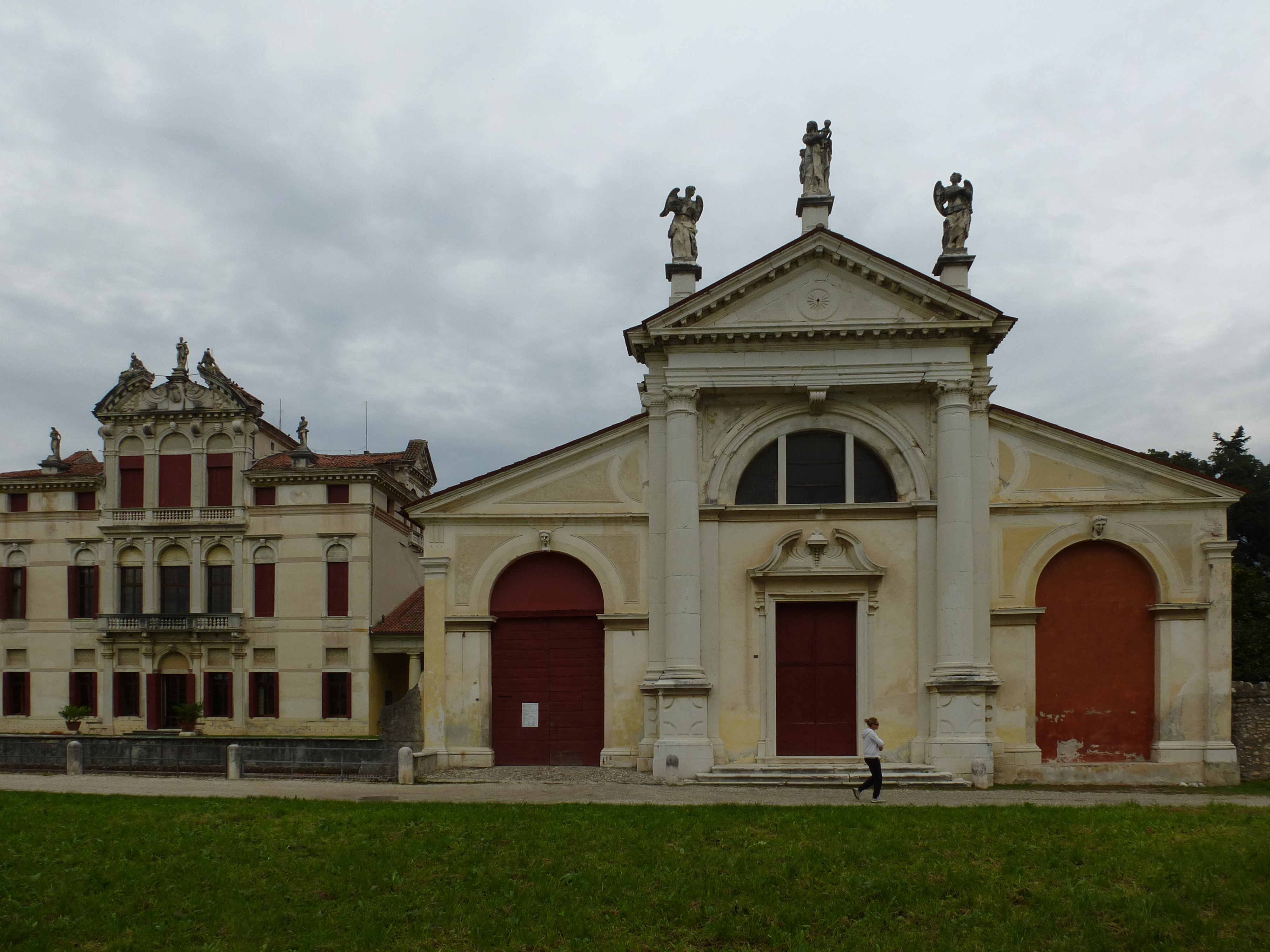

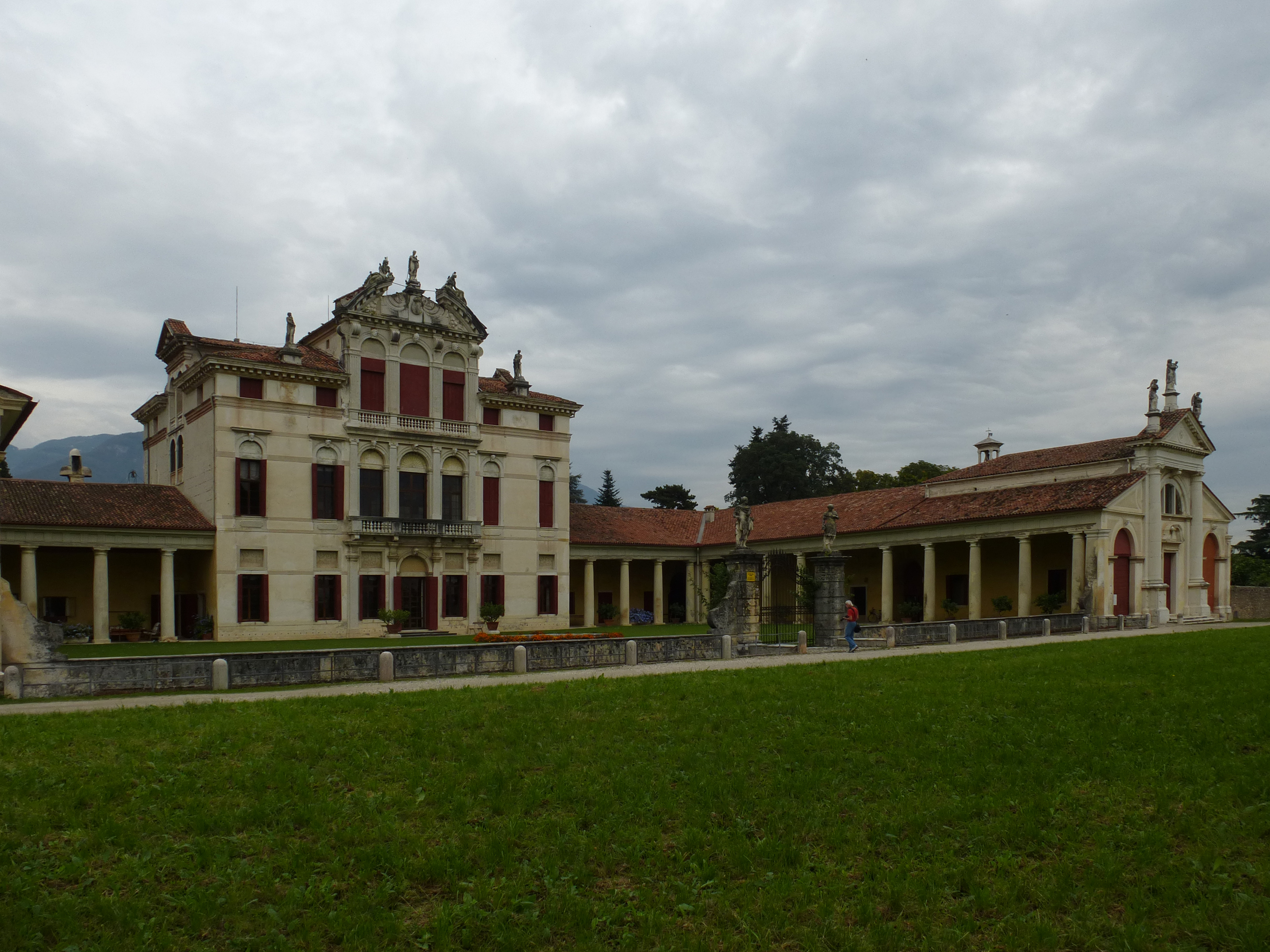
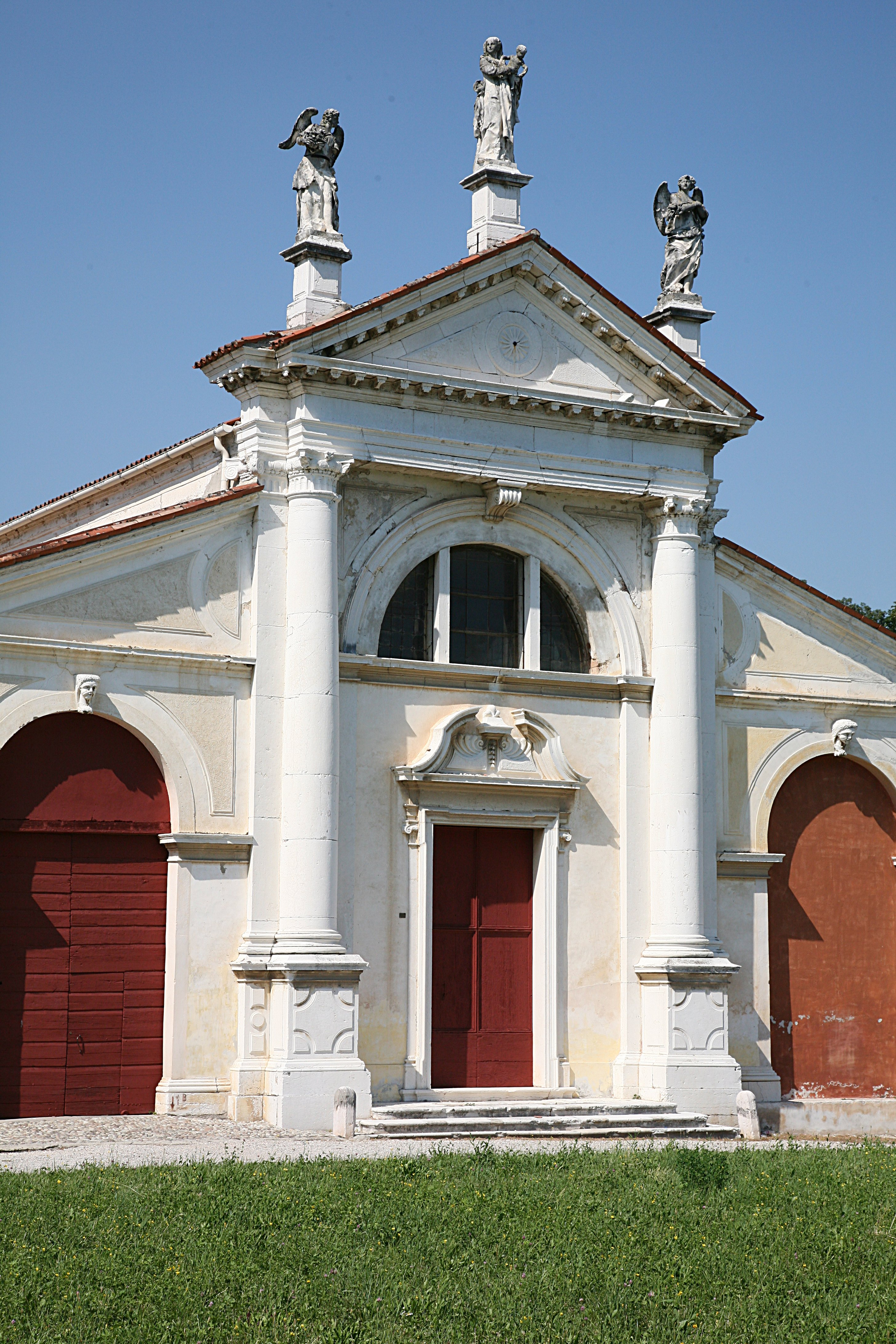
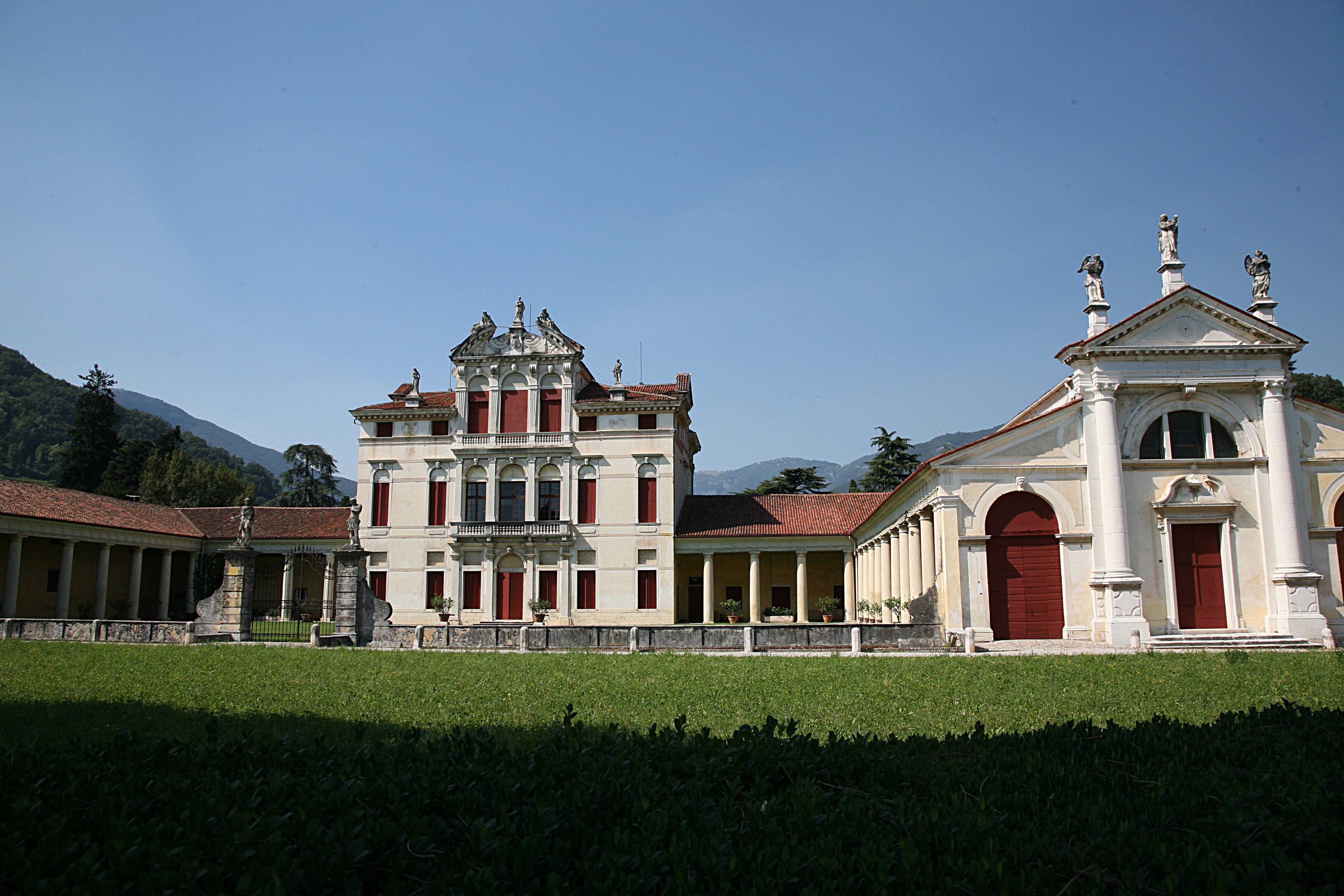
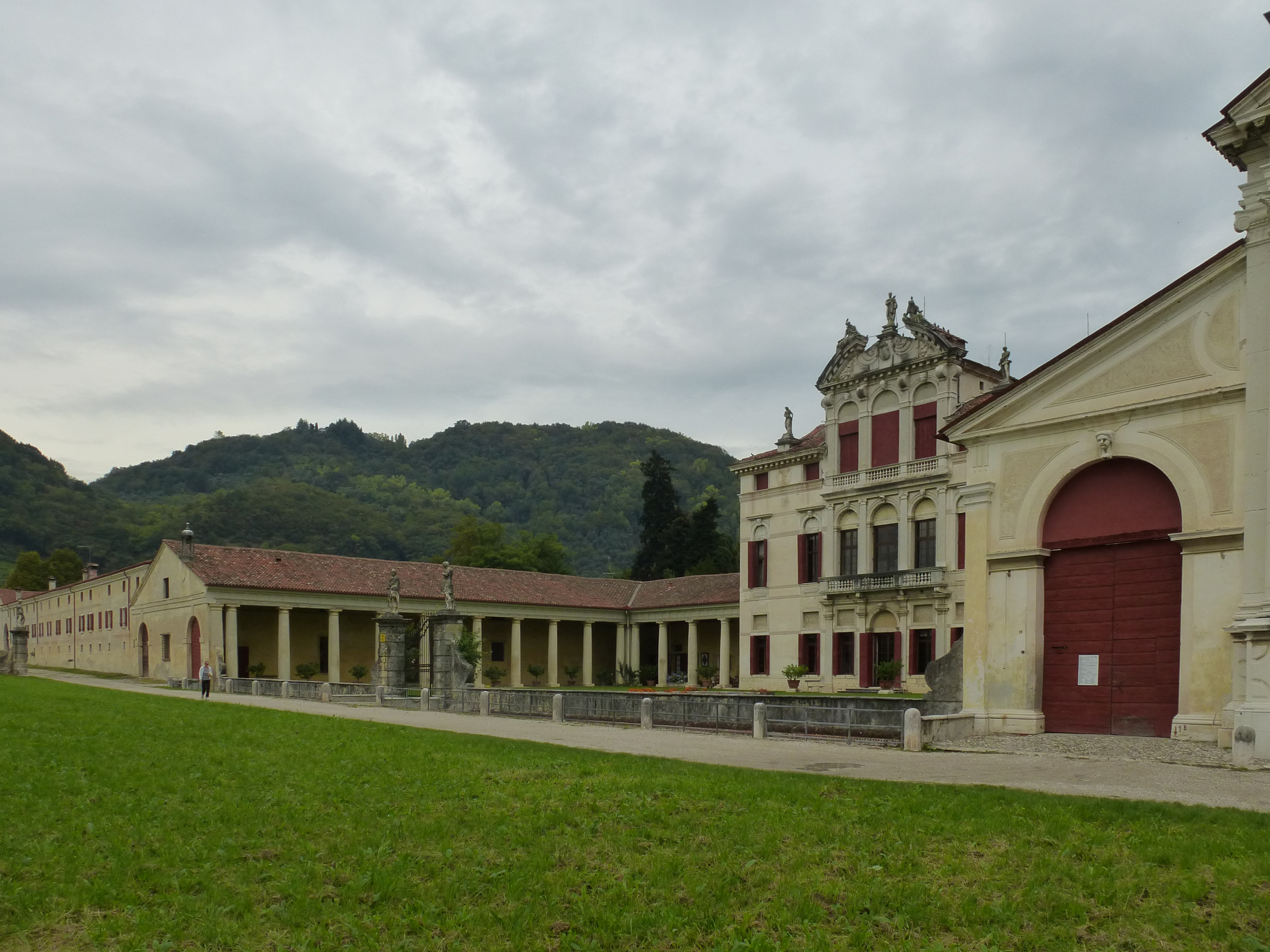